# Hangquellstreuwiese, Kalktuffquellfluren, Schluchtwaldfragmente südöstlich Au

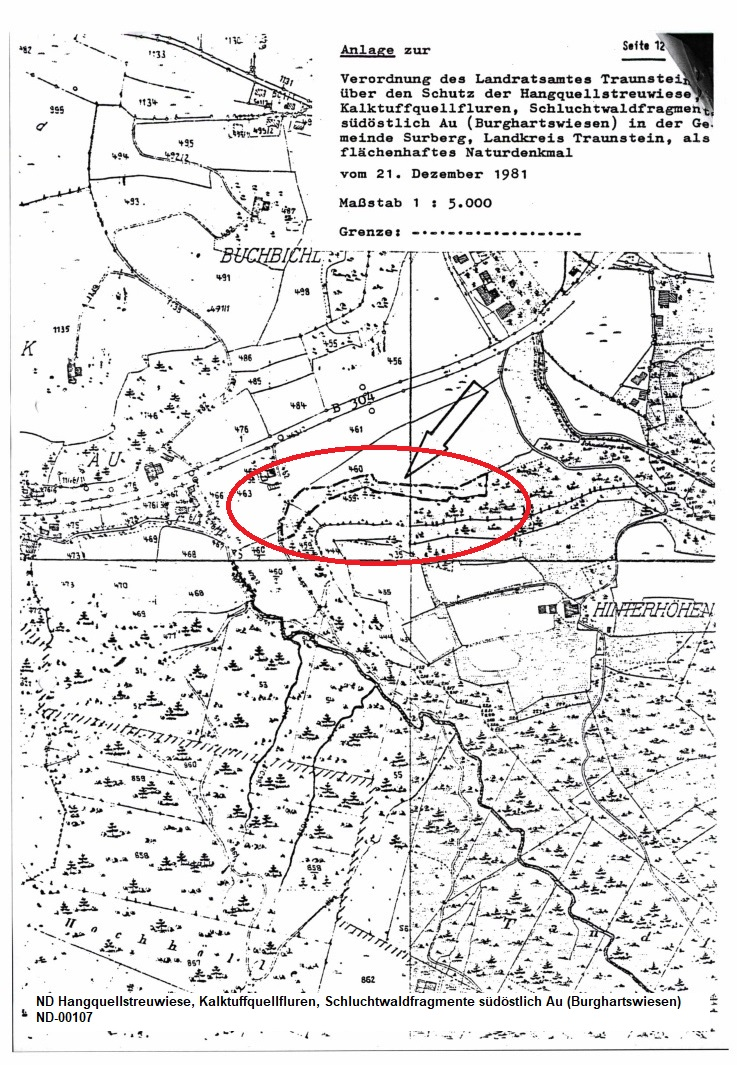
Lageplan Amtsblatt

Die Hangquellstreuwiese, Kalktuffquellfluren, Schluchtwaldfragmente südöstlich Au (Burghartswiesen) in der Gemeinde Surberg sind ein 0,66 ha großes flächenhaftes Naturdenkmal im Landkreis Traunstein.
Sie erhielten im Dezember 1981 durch Verordnung des Landratsamtes Traunstein den Schutzstatus und wird vom Bayerischen Landesamt für Umwelt unter der Nummer ND-00107 gelistet.

## Schutzzweck
Die Hangquellstreuwiese, Kalktuffquellfluren, Schluchtwaldfragmente südöstlich Au sind als flächenhaftes Naturdenkmal zu schützen, da es sich hier qualitativ um einen hochwertigen Biotop handelt und seine Erhaltung wegen seiner herausragenden Eigenart und Seltenheit, seiner ökologischen, wissenschaftlichen, floristischen und faunistischen Bedeutung im öffentlichen Interesse liegt.